# Riu Ngalamu
El riu Ngalamu és un riu de Malawi i Moçambic, situat a l'oest del llac Amaramba.
En l'idioma Nyakyusa, una de les llengües bantus, Ngalamu i Ingalamu significa lleó.